# Darnley Island
Darnley Island är en ö i Australien. Den ligger i delstaten Queensland, omkring 2 200 kilometer nordväst om delstatshuvudstaden Brisbane. Arean är 6,1 kvadratkilometer. Den sträcker sig 3,2 kilometer i nord-sydlig riktning, och 3,3 kilometer i öst-västlig riktning.